# Carmen Prieto Rouco
Carmen Prieto Rouco (Villalba, 1901-Villalba 1977) fue una escritora, poeta y dramaturga española, principalmente en lengua gallega.

## Obra
Epígono de Rosalía de Castro, comenzó a escribir muy joven, algunos poemas publicados en Horas de frebe datan de cuando tenía trece años, y su poesía, de tipo costumbrista y de un lirismo subjetivo, centrándose en el mundo rural, frecuentemente con tono antipatronal, y técnicamente sus versos presentan defectos en su ritmo y su idioma gallego es algo forzado.
Está considerada una de las precursoras de la dramaturgia gallega, junto  con Herminia Fariña, Xosé María Chao Ledo, Manuel Mato Vizoso, Antonio García Hermida. De creencia católica conservadora; durante la guerra civil española cantó las glorias de Francisco Franco;  y dejó de publicar en gallego, en 1956, cuando publicó el poemario bilingüe Lluvia menuda.

### Poemarios
- Horas de frebe. 1926
- A canción d’a chuva n’a noite
- Lluvia menuda. 1956, bilingüe
- A virxe viuda. Hestoria dun amor. Ed. Vivero. 93 pp. 1964
- O derradeiro. ilustró Eladio Insua Bermúdez. 180 pp. 1977, póstumo

### Obra teatral
- A loita. 1923, monólogo antipatronal y de propaganda de las Irmandades da Fala)
- O lexionareo. 1925, monólogo patriota español con motivo de la guerra de África
- O embargo. tragedia
- Treidores celos. zarzuela
- A boda do afillado. monólogo
- O secreto da bruxa. sainete

## Honores
- Calle en su ciudad natal.[7]
- En la que fue su casa familiar, Rúa Porta de Cima,[8] se halla desde 2000, la Asociación de Viudas Carmiña Prieto Rouco.[9]